# DSHS SnowTrex Köln
Der DSHS SnowTrex Köln ist die ausgelagerte Volleyball-Frauenmannschaft des FC Junkersdorf aus Köln, die seit 2023 in der 2. Bundesliga Pro spielt.

## Team
Der Kader der Saison 2024/25 besteht aus 15 Spielerinnen.
| Spieler                | Nummer | Größe  | Geburtsdatum      | Position |
| ---------------------- | ------ | ------ | ----------------- | -------- |
| Althaus, Emma          | 15     | 173 cm | 03. November 2003 | L        |
| Bolsius, Hannah Zoe    | 2      | 180 cm | 19. Oktober 1999  | AA       |
| Brönhorst, Maike       | 5      | 190 cm | 31. Januar 2002   | D        |
| Claassen, Chiara       | 9      | 184 cm | 07. November 1999 | MB       |
| Geist, Milena          | 10     | 175 cm | 05. Juli 2000     | AA       |
| Gosmann, Melanie       | 16     | 170 cm | 23. April 1992    | L        |
| Kalde, Franziska       | 12     | 182 cm | 28. April 1995    | MB       |
| Merx, Ida              | 3      | 180 cm | 26. Mai 2007      | Z        |
| Mörke, Hannah          | 6      | 184 cm | 19. Januar 2000   | MB       |
| Müller, Marina         | 1      | 172 cm | 22. Oktober 1986  | U        |
| Niemeyer, Rieke        | 17     | 185 cm | 28. April 1999    | AA       |
| Siegner, Emelie        | 7      | 186 cm | 02. April 2002    | D        |
| Stenchly, Annika       | 11     | 180 cm | 10. Februar 2000  | Z        |
| Torliene, Viola        | 14     | 182 cm | 28. Dezember 1992 | MB       |
| Van den Berghen, Julia | 18     | 176 cm | 12. Oktober 1995  | AA       |

Positionen: AA = Annahme/Außen, D = Diagonal, L = Libera, MB = Mittelblock, U = Universal, Z = Zuspiel
Cheftrainer ist Jimmy Czimek. Ihm zur Seite stehen die Co-Trainer Lasse Wittmüss und Dimitra Kalpakidou.

## Zweite Bundesliga
DSHS SnowTrex Köln stieg 2012 aus der Regionalliga West in die Zweite Bundesliga Nord auf. In der Saison 2012/13 kam der Neuling auf den sechsten Platz. Im folgenden Jahr steigerten sich die Kölnerinnen auf den fünften Rang und in der Saison 2014/15 wurden sie Vierte. Die folgende Saison beendeten sie auf dem fünften Platz. In der Saison 2016/17 und 2017/18 wurde DSHS SnowTrex Köln Meister der Zweiten Liga, verzichtete aber auf einen Aufstieg in die erste Bundesliga.
Seit 2023/24 spielt die Mannschaft in der neu gegründeten 2. Bundesliga Pro, die unter der Bundesliga die zweithöchste Liga darstellt.

## DVV-Pokal
In der Saison 2011/12 qualifizierte sich der Verein noch als FC Junkersdorf für den DVV-Pokal und unterlag im Achtelfinale den Roten Raben Vilsbiburg. DSHS SnowTrex Köln nahm in den folgenden Jahren noch dreimal am Achtelfinale des DVV-Pokals teil. Dabei musste sich die Mannschaft 2013/14 Allianz MTV Stuttgart, 2014/15 erneut Vilsbiburg und 2015/16 VT Aurubis Hamburg geschlagen geben. In der Saison 2018/19 erreichte man das Achtelfinale erneut, unterlag aber den Ladies in Black Aachen.

## Spielstätte
Das Team DSHS SnowTrex Köln trägt seine Heimspiele in der Halle 22 der Deutschen Sporthochschule (Am Sportpark Müngersdorf 6, 50933 Köln) aus. Die Halle fasst 350 Zuschauer. Im Falle einer Qualifikation zu DVV-Pokalspielen kann die Halle unter Auflagen auf 800 Plätze bestuhlt werden.

## Weitere Mannschaften
Neben den Bundesliga-Frauen gibt es beim Stammverein FC Junkersdorf Köln (FCJ Köln) noch drei weitere Frauen-, vier Männer- und zahlreiche Jugendmannschaften.